# 948
| Calendário gregoriano                                                        | 948 CMXLVIII                                           |
| Ab urbe condita                                                              | 1701                                                   |
| Calendário arménio                                                           | 397 – 398                                              |
| Calendário bahá'í                                                            | -896 – -895                                            |
| Calendário budista                                                           | 1492                                                   |
| Calendário chinês                                                            | 3644 – 3645 Início a 13 de fevereiro (aproximadamente) |
| Calendário copta                                                             | 664 – 665                                              |
| Calendário etíope                                                            | 940 – 941                                              |
| Calendários hindus - Vikram Samvat - Calendário nacional indiano - Cáli Iuga | 1003 – 1004 869 – 870 4048 – 4049                      |
| Calendário Holoceno                                                          | 10948                                                  |
| Calendário islâmico                                                          | 336 – 337                                              |
| Calendário judaico                                                           | 4708 – 4709                                            |
| Calendário persa                                                             | 326 – 327                                              |
| Calendário rúnico                                                            | 1198                                                   |
| Calendário solar tailandês                                                   | 1491                                                   |

948 (CMXLVIII, na numeração romana) foi um ano bissexto do século X do Calendário Juliano, da Era de Cristo, teve início a um sábado e terminou a um domingo e as suas letras dominicais foram  B e A (52 semanas).
No território que viria a ser o reino de Portugal estava em vigor a Era de César que já contava 986 anos.
| Ano completo                      |
| --------------------------------- |
| Ano bissexto com início ao sábado |

## Eventos
- - Fujiwara no Arihira foi promovido a Chūnagon.